# Mordechai Gebirtig
 (mars 2021).
Si vous disposez d'ouvrages ou d'articles de référence ou si vous connaissez des sites web de qualité traitant du thème abordé ici, merci de compléter l'article en donnant les références utiles à sa vérifiabilité et en les liant à la section « Notes et références ».
Mordechai Gebirtig (parfois écrit Mordechaj Gebertig), de son vrai nom Bertig, né le 4 mai 1877 à Cracovie et mort assassiné le 4 juin 1942 dans le ghetto de Cracovie, est poète et compositeur juif polonais de langue yiddish.

## Biographie

### Les premiers pas
Les parents de Mordechaj Gebirtig étaient commerçants à Cracovie alors ville d'Autriche-Hongrie. Il a reçu une éducation juive et s'est intéressé jeune à la littérature. Il quitte l'école à quatorze ans et devient apprenti-charpentier. 
À cette époque le gouvernement austro-hongrois est très favorable au développement des activités culturelles juives dans la partie polonaise de son territoire, contrairement à ce qui se passe dans la partie russe de la Pologne. Passionné par la musique, il apprend à jouer tout seul de la flute à bec. C'est sur une flute en bois qu'il commence à composer ses premières mélodies. Il joue aussi dans des troupes de théâtre amateur. Mordechai Gebirtig a publié ses premiers textes, dont La grève générale, en 1905 dans le journal de l'Union générale des travailleurs juifs et plus tard des critiques dans une revue de théâtre.
En 1914, Mordechai Gebirtig est un homme de 37 ans, marié et père de famille. Lors de l'éclatement de la Première Guerre mondiale, il est mobilisé dans l'armée austro-hongroise. Cependant, il est de santé fragile et sa femme meurt en 1915 le laissant seul avec leurs trois petites filles. Il est rapidement retiré du front et travaille à l'arrière dans un hôpital militaire. Il y rencontre des sujets Austro-hongrois de nationalités très diverses. Au contact des blessés, il découvre la mélodies populaires des Tchèques, des Croates, Hongrois et des Roumains. Ses poèmes reflètent la vie des soldats, leurs doléances et leurs aspirations.

### La maturité: entre sionisme et antisémitisme
A l'issue de la guerre, la Pologne est reconstituée comme état indépendant. Mordechai rejoint un cercle d'artistes et d'intellectuels juifs. Il continue à écrire pour les théâtres et les music-halls yiddish. Il est joué dans tous les théâtres juifs de Pologne. 
En 1920, il publie son premier recueil de poèmes, Folkstimlekh. En 1936, un second recueil, Mayne Lider est publié à l'instigation de ses amis. Beaucoup de ses poèmes deviennent, en effet, des chansons, dont il écrit parfois les mélodies. Sa poésie et ses chansons décrivent le monde juif polonais de l'entre-deux-guerres, ce monde qui a disparu pendant la Shoah. Il décrit le monde des rues, la pauvreté des Juifs de Cracovie. Gebirtig vivait avec sa femme et ses trois filles dans le quartier juif de Kazimierz à Cracovie, au numéro 5 de la rue Berek Joselewicz où existe une plaque commémorative depuis 1992.
En 1938, il écrit Es Brent (Ça brûle) en réaction à un pogrom perpétré en Pologne en 1936. cette chanson deviendra l’hymne de la Résistance dans le ghetto de Cracovie. Il s'investit dans le Bund : pour lui, la vie juive doit continuer en Pologne (et non en Palestine) ; le socialisme doit remplacer la religion et la langue yiddish (et non l'hébreu) devenir la langue des masses juives. Il s'oppose ainsi au sionisme de son ami Nechemia Zucker, militant du Poale Zion, mais celui-ci demeurera, malgré leurs divergences, un ami fidèle.

### La Pologne partagée
Après l'invasion allemande, la Pologne est de nouveau rayée de la carte de l'Europe et partagée entre le Troisième Reich d'Adolf Hitler et l'URSS de Joseph Staline. Les nazis font de la partie de la Pologne qu'ils occupent un état vassal qu'ils nomment Gouvernement général de Pologne dont le siège est fixé à Cracovie. Les Nazis Allemands ne veulent pas cohabiter avec les Juifs. Ceux-ci sont rapidement expulsés de la ville et doivent habiter dans le ghetto à la périphérie de la ville ou trouver à se loger dans les localités alentour. En janvier 1941, Mordechai Gebirtig, sa seconde femme et ses deux filles (la troisième est restée bloquée dans la partie de la Pologne annexée par l'Union soviétique) doivent partir s'installer dans le quartier excentré de Łagiewniki. Ils vivent dans une cabane de paysan dans une grande pauvreté et saleté. Mordechai Gebirtig est blessé de voir des Polonais collaborer avec les Allemands pour persécuter les Juifs. 
Mordechai Gebirtig est alors âgé de 64 ans. Il traduit sa peine et sa révolte dans le poème S'tut vey. Les poèmes et les chansons que Mordechai Gebirtig reflètent la vie difficile des Juifs. Ils traduisent l'espoir que ces temps amers prendront un jour fin. Il confie ses archives personnelles à son ami de longue date, le musicien Julius Hoffmann qui avait arrangé beaucoup de ses chansons. Quand les premières déportations commencent en janvier 1942, ses écrits traduisent son désespoir.  
En mars 1942, Mordechai Gebirtig et sa famille sont transférés dans le ghetto de Cracovie. Il y continue son œuvre poétique en compagnies d'autres artistes qui vivent dans la petite cité. Le 4 juin 1942, il est tué avec sa seconde femme lors de l'Aktion dite du « jeudi sanglant » menée par les nazis dans le ghetto.

### Epilogue
Julius Hoffmann n'a pas survécu à la guerre mais ses deux filles, cachées du côté aryen, ont pu préserver les textes de Gebirtig. Il reste un des poètes yiddish les plus populaires du XXe siècle.
Concernant sa culture littéraire et musicale, Gebirtig était autodidacte. Il a d'abord composé sur une petite flûte ; ses amis Julius Hofman et Baruch Sperber transcrivaient ses compositions. Le « dernier brodersinger » (barde yiddish) a ainsi laissé une centaine de chansons (beaucoup ont été détruites), rarement exemptes de signification sociale, qui vont de la berceuse (Shlof shoyn mayn kind) à la chanson nostalgique (Kinder yorn) en passant par la Marche des chômeurs (Arbetlozer marsh). La plus connue est sans doute Undzer shtetl brent (Notre shtetl brûle), chant de révolte écrit après le pogrom de Przytyk en 1938, devenu chant des combattants des ghettos.
Plusieurs recueils de sa musique ont été publiés de son vivant : Mayne Lyder (Mes Chants) publié en 1936 ; Pour tout mon peuple en 1920.

#### Biographie
(en) Gertrude Schneider, Mordechai Gebirtig: his poetic and musical legacy, Greenwood Press, 2000.  (ISBN 0275966577)
(fr) Pierre Léoutre, Chants du peuple juif, Les 2 Encres, Collection Mémoire d'encre, 1er juillet 2005.  (ISBN 2912975972)

#### Œuvres

##### Littérature
- Chants yiddish, Wuppertal, éd. Künstlertreff, 1992  (ISBN 3-9803098-0-0)
- Mai faifele, Tel Aviv, Lerner, 1997
- Meine lider, Paris, Farl. "Dawke", 1949

##### Musique
- Gehat hob ich a hejm, Majn jowl, Der singer fun nojt, Wuppertal, éd. Künstlertreff
- Farewell Cracow - Blayb gezunt mir, Kroke - Bente Kahan, Theater Dybbuk Oslo in Warsaw, 1992
- Mordechaj Gebirtig Jewish Songs Ira & Klezmers (Krakow) Galicia Krakow Jewish Museum
- Sings Mordechaj Gebirtig & Ewa Kornecka (Lyrics by Gebirtig), André Ochodlo Musicrama